# Straw Color〜Single Collection&More〜
『Straw Color〜Single Collection&More〜』は、1997年9月25日にワーナーミュージック・ジャパンからリリースされた、奥井亜紀のベスト・アルバム。

## 解説
- 1993年発売のデビューシングル『銀のスプーンで』から1996年発売のシングル『BOYS BE BRAVE〜少年よ勇気を持て〜』までの8枚のシングル曲＋アルバム未収録曲が収録されたベスト・アルバムである。
- アルバムタイトルの由来は、「麦わらのように、ひとつひとつの曲が稲穂を付けていってほしい」という想いを込めて名付けられた。（歌詞カード内の直筆メッセージに記載）
- このアルバムを最後に、所属していたワーナーミュージック・ジャパンを辞めてフリーとなった。
- 歌詞カードの中には、奥井亜紀直筆のメッセージと写真が掲載されている。
- 現在では生産中止になっているため、入手するのが困難な作品である。

## 収録曲
1. Love & Love
2. Wind Climbing 〜風にあそばれて〜(シングルヴァージョン)
3. ゆきうさぎ(シングル・ミックス)
4. BOYS BE BRAVE 〜少年よ勇気を持て〜
5. 銀のスプーンで
6. 晴れてハレルヤ(シングルヴァージョン)
7. 泣くもんか
8. しあわせのいろ(シングルヴァージョン)
9. Lost Melodies(未発表ヴァージョン)
10. あなたに会いにいこう(アルバム初収録)
11. Close to the sky
12. My Best Song(アルバム初収録)

## 参加ミュージシャン
- 菅野よう子
- 小野寺明敏
- 大村雅朗
- 西東レモン